# Chen Yu (Taijiquan)
Chen Yu (chinesisch 陈瑜, Pinyin Chén Yú; * 23. Mai 1962) ist einer der Hauptvertreter des Chen-Stils des Tàijíquán und ein direkter Erbe der Familie aus Chenjiagou in China. Er ist Gewinner zahlreicher Preise und unterrichtet in der Tradition von Chen Fake und Chen Zhaokui in Peking. Neben mehreren Ehrenpositionen ist Chen Yu Präsident der Chen Zhaokui Taijiquan Gesellschaft (CZTG).